# Cultura de las catacumbas
La cultura de las catacumbas, ca. 2800-2200 a. C., fue una cultura de la Edad del Bronce que ocupaba esencialmente la Ucrania actual. Está relacionada con la cultura yamna, y es un término general para referirse a varias culturas arqueológicas más pequeñas de la región.

## Economía y ritos funerarios
El nombre deriva de sus prácticas de enterramiento. Son similares a las de la cultura Yamna, pero con un espacio ahuecado en la cámara principal, lo que crea la catacumba. Se han encontrado restos de animales solo en una minoría de las tumbas.
En algunas tumbas se modelaba una máscara de arcilla sobre la cara del fallecido, creando una ligera asociación con la famosa máscara funeraria de oro de Agamenón (véase también cultura de Tashkyt).
La economía era esencialmente ganadera, aunque se han encontrado restos de grano. Parecen haber sido habilidosos especialistas en el trabajo del metal.

## Origen y fin
El origen de la cultura de las catacumbas es objeto de disputa entre los investigadores. Jan Lichardus enumera tres posibilidades:
- desarrollo local únicamente desde la previa cultura yamna,
- migración desde Europa Central,
- origen oriental.

La cultura es la primera en introducir alfarería decorada con cordeles en las estepas y muestra un uso profuso del hacha de guerra pulida, lo que la conecta con occidente. Paralelismos con la cultura de Afanasevo, como las deformaciones craneales intencionadas, la conectan con oriente.
La cultura de las catacumbas fue expulsada por la cultura de Srubna de circa siglo XVII a. C., asociada a la expansión de las lenguas iranias o con los cimerios (clasificados variadamente como iranios, tracios o -antiguamente- con los celtas).

## Lengua
La composición lingüística de la cultura de las catacumbas no está clara. En el contexto de la hipótesis de los kurganes de Marija Gimbutas, es difícil negar un componente indoeuropeo, particularmente en las últimas etapas. Situar aquí el ancestro del griego, el armenio y los dialectos paleobalcánicos es tentador, ya que explicaría características compartidas.
Más recientemente, el arqueólogo ucraniano V. kubalka ha argumentado que la cultura Yamna tardía de circa 3200-2800 a. C., especialmente los grupos de Budzhak, Starosilsk, y Novotitarovka, podrían representar el ancestro Greco-Armenio-Ario (ario como indoiranio) -Greco-Ario, Greco-Armenio-, y la de las catacumbas sería la de los indoiranios "unificados" (ca. 2500 a. C.) y posteriormente "diferenciados".
La versión de 1998 de Grigóriev de la hipótesis armenia conecta esta cultura con los Indo-Arios, porque el rito funerario de las catacumbas tiene raíces en el Turkmenistán sudoccidental. del IV milenio a. C. (cementerio de Parjai).

## Artefactos
|  |  |  |  |